# يوزونجوييل (أديامان)
يوزونجوييل (بالكردية: Keltî‏) (بالتركية: 100. Yıl أو Yüzüncüyıl)‏ هي قرية تتبع إداريّاً لمديرية أديامان في محافظة أديامان التركية الواقعة في جنوب شرق الأناضول. وبلغ عدد سكانها 68 نسمة في عام 2022.